# Aristote Ndombe
Aristote Ndombe Impelenga, född 30 september 2001, är en simmare från Kongo-Kinshasa.

## Karriär
Vid afrikanska spelen 2023 i Accra, som arrangerades 2024, tävlade Ndombe i 50 meter frisim. Vid VM 2024 i Doha slutade han på 108:e plats på 50 meter frisim och på 66:e plats på 50 meter fjärilsim.
Ndombe tävlade för Kongo-Kinshasa vid olympiska sommarspelen 2024 i Paris, där han blev utslagen i försöksheatet på 50 meter frisim och slutade på totalt 70:e plats.